# Hiếu Kinh

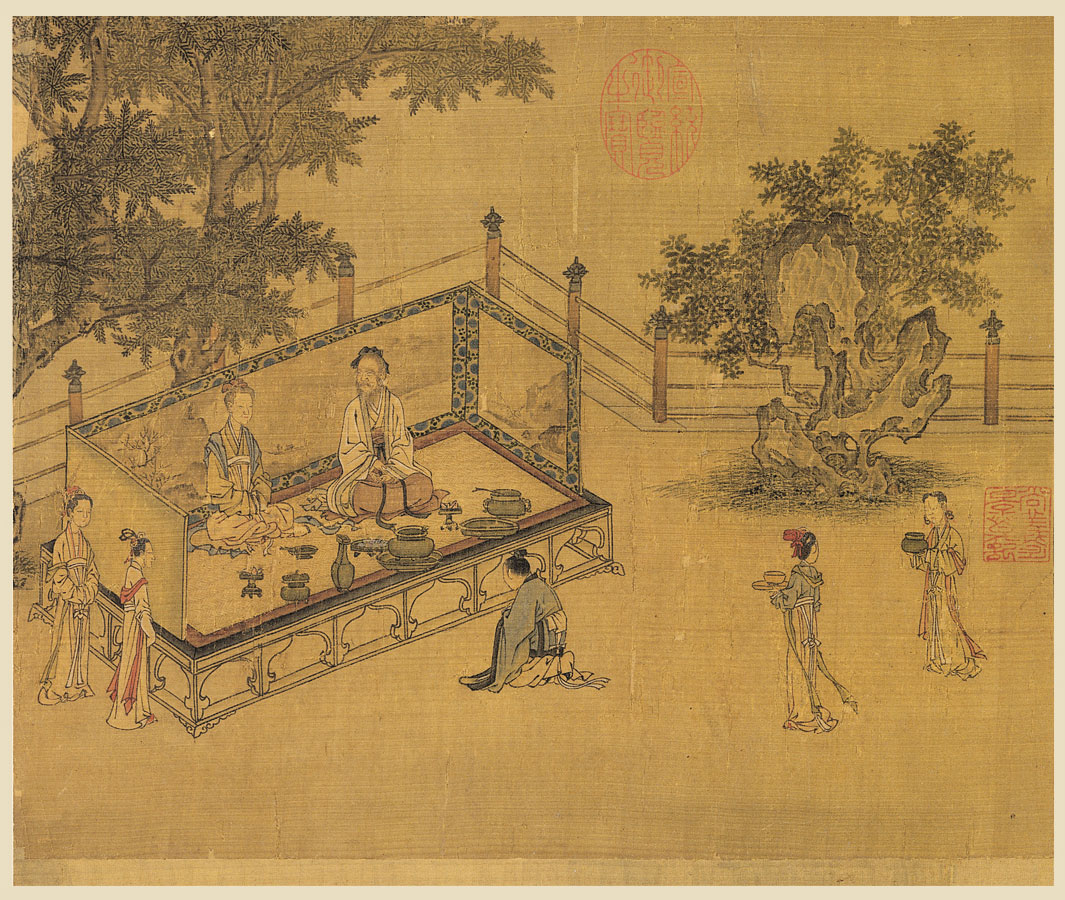
Hình vẽ trong Hiếu Kinh, bản vẽ thời nhà Tống

Hiếu Kinh (tiếng Trung Quốc: 孝經; bính âm: Xiàojīng; hay là Hsiao Ching) được cho là văn bản viết vào khoảng thời kỳ Tần-Hán, là một luận thuyết kinh điển Nho giáo đưa ra lời khuyên về lòng hiếu thảo; có nghĩa là, làm thế nào để đối xử với một bậc trưởng thượng (chẳng hạn như một người cha, một người anh trai, hay là cấp trên).
Từ đó thiết lập nên đạo Hiếu, là một đức tính tôn trọng cha mẹ và tổ tiên của mình. Trong sách thuật lại cuộc trò chuyện giữa Khổng Tử và học trò của ông là Tăng Tử 曾子), là làm thế nào để thiết lập một xã hội tốt đẹp bằng cách sử dụng nguyên tắc của lòng hiếu thảo. Lòng hiếu thảo là trung tâm của tiêu chuẩn đạo đức của Nho giáo.
Hiếu Kinh được xếp vào Thập tam kinh là bộ mười ba tác phẩm kinh điển được Nho học đề cao.

## Tác giả
Văn bản này có thể được viết vào khoảng năm 400 trước Công nguyên. Người ta không biết những người thực sự đã viết văn bản này. Nội dung thuật lại một cuộc trò chuyện giữa Khổng Tử và một đệ tử tên là Tăng Tử về đạo Hiếu.

## Nội dung
Tác phẩm có 18 chương.
Trong chương đầu Khai tông minh nghĩa của Hiếu Kinh, thuật lại lời Khổng Tử nói với Tăng Tử:
| “ | Này đây, HIẾU là căn bản của ĐỨC, do giáo dục mà sinh ra. Hãy ngồi trở xuống, ta nói cho ngươi biết. Thân thể, hình hài, tóc tai, da thịt là do cha mẹ sinh ra không được gây hư hại là nết đầu của chữ Hiếu. Sau lo lập thân, hành đạo để lại tiếng thơm cho đời sau là nết cùng của chữ Hiếu. Này đây, chữ Hiếu lấy việc phụng dưỡng cha mẹ làm đầu, kế đến thờ vua, sau rốt là lập thân". | ” |

Trong Hiếu Kinh, Khổng Tử rất đề cao chữ hiếu vì đó là căn bản ứng xử của con người, từ đó mà việc thảo kính của con cái đối với cha mẹ đã được xem như là một đạo hiếu (hiếu đạo). Một cách tổng quát, theo Khổng giáo, lòng hiếu thảo có nghĩa là đối xử tốt với cha mẹ của mình; chăm sóc cha mẹ của mình; có hành vi cư xử tốt không chỉ đối với cha mẹ mà còn ở bên ngoài nhà để mang lại danh tiếng tốt cho cha mẹ và tổ tiên; thực hiện tốt các nhiệm vụ và công việc làm để có thể bảo đảm vật chất hỗ trợ các bậc cha mẹ cũng như để thờ phụng tổ tiên; không nổi loạn; thể hiện tình yêu, sự tôn trọng và hỗ trợ; thể hiện phong cách lễ độ; đảm bảo có người thừa kế nam giới, phát huy tình huynh đệ giữa các anh em; tư vấn cho cha mẹ một cách khôn ngoan, trong đó có việc giữ họ tránh xa những hành vi không đạo đức; thể hiện nỗi buồn khi cha mẹ bệnh tật và qua đời; và thực hiện tang lễ, sự cư tang, thờ phụng sau khi họ qua đời.